# Skyggebarn
Skyggebarn er en dokumentarfilm fra 2021 instrueret af Cille Hannibal

## Handling
De fleste mennesker har fem sanser. Peter har kun tre, da han mistede både syn og hørelse som nyfødt. Hans familie må derfor se og høre verden for ham.
I dag er Peter 29 år, og hans behov er så særlige, at han bor fuldtid hos sine forældre. Da hans mor, Jonna, for fire år siden blev diagnosticeret med kræft, medførte det, at en større tankeproces blev sat i gang: Hvad skal der ske med hendes 29-årige døvblinde søn, når hun ikke er der mere? Hjælpen fra det offentlige er ikke tilstrækkelig, og det er derfor op til Jonna, Peters far, Jørgen, samt hans søster, Christine, at klare deres udfordrende hverdag på egen hånd.